# 伊斯塔查塔 (佛羅里達州)
伊斯塔查塔（英語：Istachatta）是位於美國佛羅里達州赫爾南多縣的一個人口普查指定地區。

## 地理
伊斯塔查塔的座標為28°39′44″N 82°16′37″W / 28.66222°N 82.27694°W，而該地最高點為海拔高度18米（即59英尺）。

## 人口
根據2010年美國人口普查的數據，伊斯塔查塔的面積為0.91平方千米，當中陸地面積為0.79平方千米，而水域面積為0.12平方千米。當地共有人口116人，而人口密度為每平方千米127人。